# José Manuel Pinto
José Manuel Pinto (n. 8 noiembrie 1975) este un fost fotbalist spaniol ce a evoluat pe postul de portar la cluburile Celta Vigo și FC Barcelona.